# 顾资银行
顾资银行（Coutts & Co. /ˈkuːts/）是英国伦敦的一间私人银行。它成立于1692年，是世界上第八所银行，现属国民西敏集团，主要负责财富管理。
到20世纪为止，它只为贵族和乡绅服务，英国王室现在还是其客户，但现在也接受其他客户。银行存在客户筛选标准，报道称其客户需要至少100万英镑的可投资资产。

## 扩展阅读
- William Howarth. . Lombard Press Association. 1900.

- Ralph Richardson. . Elliot Stock. 1902.

- Ralph Mosley Robinson. . John Murray. 1929.